# Lövånger
Lövånger – miejscowość (tätort) w Szwecji, w regionie administracyjnym (län) Västerbotten, w gminie Skellefteå.
Według danych Szwedzkiego Urzędu Statystycznego liczba ludności wyniosła: 810 (31 grudnia 2015), 808 (31 grudnia 2018) i 801 (31 grudnia 2019).